# ハビエル・オチョア
ハビエル・オチョア・パラシオス（バスク語: Javier Otxoa Palacios、スペイン語: Javier Ochoa、1974年8月30日 - 2018年8月24日）は、スペイン・バスク地方のビスカヤ県バラカルド出身の自転車競技選手。
一般競技選手時代はケルメ・コスタ・ブランカに所属していた。2001年の交通事故で障害を持ったが、2004年のアテネパラリンピック自転車競技では金メダル1個と銀メダル1個、2008年の北京パラリンピックでも金メダル1個と銀メダル1個を獲得した。双子の弟のリカルド・オチョアも自転車競技選手だった。

## 経歴

### ケルメ時代
1997年から2001年までの間、ケルメ・コスタ・ブランカに所属していた。2000年にはツール・ド・フランス2000に出場。第10ステージのオカタムの山岳ステージで区間優勝を果たし、総合成績では13位、山岳賞ではコロンビアのサンティアゴ・ボテーロに次ぐ2位となった。

### 交通事故
2001年2月、双子の弟のリカルド・オチョアとともにマラガでブエルタ・ア・アンダルシアに向けて練習していたところ、後ろから来た車に二人ともはねられ、弟のリカルドは即死した。ハビエル自身も脳に強くダメージを負ったほか、全身を複雑骨折し、手術を行ったものの、昏睡状態へと陥った。一時は医師より生命維持装置を外すことも提案されたが家族は回復を信じて治療を続け、60日以上の昏睡状態を経てついには意識が戻った。

### パラリンピック出場
脳への障害からツール・ド・フランスでの区間優勝や事故の記憶などは失っており、片側の肺の損傷などもあったが懸命なリハビリを続け、2004年にはアテネパラリンピックへと出場することになる。そのアテネではロードレース / タイムトライアルlCP3では金メダルを獲得、追い抜きにおいても予選で世界記録を樹立したものの、決勝でイギリスのダレン・ケニーがその記録を塗り替え、銀メダルに終わった。
2008年の北京パラリンピックではタイムトライアルCP3で金メダル、ロードレースLCでは再びダレン・ケニーに次ぐ銀メダルを獲得した。個人の追い抜きでは彼を追い越したダレン・ケニーのすぐ後ろに近付き過ぎたとして失格扱いになった。これに対してダレン・ケニーは決勝でオチョアと競い合いたかったのに残念だと述べている 。
2018年8月24日に死去した。43歳。

## 成績

### パラリンピック
| 年     | 大会                 | 競技       | 種目                             | 順位 |
| ------ | -------------------- | ---------- | -------------------------------- | ---- |
| 2004年 | アテネパラリンピック | 自転車競技 | ロード・タイムトライアル CP3     | 1位  |
| 2004年 | アテネパラリンピック | 自転車競技 | トラック・個人追抜 CP3           | 2位  |
| 2008年 | 北京パラリンピック   | 自転車競技 | ロード・タイムトライアル CP3     | 1位  |
| 2008年 | 北京パラリンピック   | 自転車競技 | ロード・マスドレース LC 3–4/CP 3 | 2位  |